# Noizy Beat
『Noizy Beat』（ノイジー・ビート）は、ZYYGの2枚目のオリジナル・アルバム。

## 解説
栗林誠一郎脱退後、加藤直樹を新ベーシストに迎えた、バンド・サウンドに溢れたアルバム。ロンドン・パンク、グラムロックなど、様々なジャンルに挑んだ。本作の制作曲数は、シングル「ぜったいに 誰も」「JULIA」を含み50曲に上り、11曲（下記参照）を選曲。「POOR BOY」はbpm220での楽曲となったが、bpm300での楽曲を制作した逸話がある（同作封入レコーディングノーツから文献を一部抜粋）。後に後藤康二が自身のソロ、『ck510 SOFA Listening』にて「Dreamer」を大野靖之がゲストボーカルに迎えてセルフカバー。

## 収録楽曲
1. JULIA
6thシングル
2. Noizy Beat
3. Rendezvous
4. Real imitation
5. 最初で最後のLove song (album ver.)
「ぜったいに 誰も」C/W曲
6. Dreamer
7. POOR BOY
8. たった一度のHonesty
9. NO MERIT LOVE
10. Ecstasy
11. ぜったいに 誰も
5thシングル

作詞:高山征輝（ALL）
作曲:高山征輝（1-5,8）、後藤康二（6,7,9,10）、織田哲郎（11）
編曲:ZYYG（ALL）

## 参加ミュージシャン
- ZYYG
  - 高山征輝 - ボーカル
  - 後藤康二 - ギター、コーラス
  - 加藤直樹 - ベース、コーラス
  - 藤本健一 - ドラム
    - 池田大介 - キーボード
    - 加藤貴也 - キーボード
    - 宇徳敬子 - コーラス
    - 岩切玲子 - コーラス
    - 生沢佑一 (TWINZER) - コーラス